# المجلس الميثودي العالمي
المجلس الميثودي العالمي (WMC)، (بالإنجليزية: World Methodist Council) هو هيئة استشارية ورابطة للكنائس في التقليد الميثودي، تأسست عام 1881، وتتألف من 80 فئة في 138 دولة تمثل مجتمعة ما يقدر بنحو 80 مليون شخص. وهذا يشمل ما يقرب من 60 مليون عضو ملتزم و20 مليون آخرين من أتباعها. إنها خامس أكبر اتحاد مسيحي بعد الكنيسة الرومانية الكاثوليكية، والكنيسة الأرثوذكسية الشرقية، والاتحاد الأنجليكاني، والشركة العالمية للكنائس الإصلاحية.

## روابط خارجية
- الموقع الرسمي